# San Pablo del Monte
San Pablo del Monte est l'une des soixante municipalités qui composent l'État mexicain de Tlaxcala, est située à l'extrémité sud du territoire de Tlaxcala le long de la frontière avec l'État de Puebla et fait partie de la zone métropolitaine de Puebla-Tlaxcala. La municipalité de San Pablo del Monte est célèbre pour être le berceau de la talavera et de la poterie émaillée. Son chef-lieu, San Pablo del Monte, anciennement appelée Villa Vicente Guerrero, est la plus grande ville de Tlaxcala.